# Partito Popolare Trentino Tirolese
Il Partito Popolare Trentino Tirolese (PPTT) è stato un partito politico regionale, attivo nella Provincia di Trento, di ispirazione autonomista e cristiano-democratica. È stato presente nel dibattito politico del Trentino dal 1948 fino al 1982.

## Storia

### Le radici: l'ASAR
Le radici storiche del Partito Popolare Trentino Tirolese vanno ricondotte ad una associazione di carattere culturale e autonomista, l'Associazione Studi Autonomistici Regionali (ASAR).
L'ASAR, attiva dopo la seconda guerra mondiale a partire dal settembre del 1945, fu un movimento decisivo per l'ottenimento dello statuto speciale per l'intero territorio del Trentino-Alto Adige (lo slogan del movimento era infatti «autonomia integrale da Borghetto al Brennero»).
Espressione soprattutto delle istanze autonomiste e cristiano-democratiche radicate nelle valli, dove era presente con gruppi e sezioni, l'ASAR fu protagonista di diverse manifestazioni per l'ottenimento della specificità e dell'autonomia trentina. Particolarmente imponente quella organizzata a Trento il 20 aprile 1947, alla presenza di 30.000 persone.

### Il Partito Popolare Trentino Tirolese
Seguì un periodo di crisi interna al movimento, che ebbe come epilogo la decisione presa dalla maggioranza dei partecipanti al IV e ultimo congresso (svoltosi a Trento il 25 luglio 1948) dello scioglimento dell'ASAR e la sua trasformazione in un soggetto politico, il Partito Popolare Trentino Tirolese (PPTT). Inoltre, una minoranza dei delegati costituì un altro gruppo di ispirazione autonomista, Autonomia Integrale.
Tra i componenti dell'esecutivo del PPTT furono nominati: l'ing. Silvio Bortolotti, presidente; Iginio Caproni di Bolzano, Clara Marchetto di Castel Tesino, Alfonso Manica di Villalagarina. Il simbolo, due stelle alpine sullo sfondo della regione. Il simbolo adottato fu inizialmente quello di due stelle alpine sullo sfondo della regione.
La spaccatura nel movimento autonomista e la trasformazione di parte di esso in un partito politico provocarono la diminuzione del consenso popolare: il 28 novembre 1948 le prime elezioni regionali videro il Partito Popolare Trentino Tirolese ottenere il 16,8% dei consensi e quattro consiglieri regionali (Iginio Caproni, Raffaello Zanghellini, Cornelio Ropelato e Guido Fontanari), risultato ben lontano dal 57,6% della Democrazia Cristiana di Alcide Degasperi.
La concessione dello Statuto di Autonomia aveva inoltre probabilmente minato l'elemento di coesione tra i simpatizzanti del movimento asarino, molto differenziati ideologicamente tra loro.
Nei decenni successivi il governo della regione Trentino-Alto Adige e della Provincia di Trento fu dominato dalla Democrazia Cristiana, spesso legata da rapporti turbolenti con il partito di raccolta degli altoatesini di lingua tedesca, la Südtiroler Volkspartei (SVP). Il leader autonomista in questo periodo fu Enrico Pruner, consigliere regionale ininterrottamente dal 1952 al 1984 e segretario del partito dal 1952 al 1982.
Pruner cercò di modificare la condizione di subalternità del PPTT nei confronti della SVP, storicamente considerata la "sorella maggiore" del partito trentino, e al tempo stesso di ricercare un compromesso con i sudtirolesi, il cui obiettivo era la demolizione della Regione autonoma Trentino-Alto Adige e la costituzione di due enti indipendenti diversi per le province di Trento e Bolzano, soluzione che poteva minare i fondamenti dell'autonomia del Trentino.
A metà degli anni settanta il nome del partito venne mutato in Partito Popolare Trentino Tirolese per l'Unione Europea (PPTT-UE) per sottolineare la volontà del partito di lavorare per l'integrazione europea e per il superamento dei confini nazionali.

### La spaccatura e il PATT
Con gli anni 1980 nel PPTT emersero due gradi correnti, una più conservatrice ed una più centrista. La spaccatura avvenne nel 1982, che portò alla presentazione di due liste per le elezioni provinciali del 1983: l'Unione Autonomista Trentino Tirolese, con leader Franco Tretter, e Autonomia Integrale, guidata da Enrico Pruner.
Il 29 maggio 1987 i Congressi dei due partiti, Unione Autonomista Trentino Tirolese e Autonomia Integrale, dichiarano la volontà di unirsi nuovamente in un unico partito, cosa che avvenne il 17 gennaio 1988 con la fondazione del Partito Autonomista Trentino Tirolese (PATT), il quale divenne erede legale del PPTT, e di cui ne divenne segretario Carlo Andreotti.

## Cariche del partito
Primo presidente del PPTT fu l'ing. Silvio Bortolotti, il quale tenne l'incarico dal 1948 al 1952. Gli subentrò Iginio Caproni dal 1952 al 1956, seguito da Giuseppe Stoffella, di Nago Torbole. Nel 1962 questi venne sostituito dal dott. Guido Sembenotti, quindi dal rag. Carlo Jellici e infine dal senatore Fontanari.
Il primo segretario del PPTT fu Raffaello Zanghellini di Rovereto. Dal 1952 all'agosto 1982 invece la carica è stata ricoperta dal dott. Enrico Pruner.

## Risultati elettorali
| Elezione       | Voti   | %     | Seggi | Eletti                                                                             | Note                                                            |
| -------------- | ------ | ----- | ----- | ---------------------------------------------------------------------------------- | --------------------------------------------------------------- |
| Regionali 1948 | 33.137 | 16,8% | 4     | Iginio Caproni, Raffaello Zanghellini, Clara Marchetto e Guido Fontanari.          | Clara Marchetto deve rinunciare e le subentra Cornelio Ropelato |
| Regionali 1952 | 12.906 | 6,2%  | 2     | Defant e Enrico Pruner                                                             |                                                                 |
| Regionali 1956 | 9.541  | 4,3%  | 1     | Enrico Pruner                                                                      |                                                                 |
| Regionali 1960 | 9.008  | 3,8%  | 1     | Enrico Pruner                                                                      |                                                                 |
| Regionali 1964 | 13.756 | 5,7%  | 2     | Enrico Pruner e Guido Sembenotti                                                   |                                                                 |
| Regionali 1968 | 18.182 | 7,4%  | 2     | Enrico Pruner e Guido Sembenotti                                                   |                                                                 |
| Regionali 1973 | 23.080 | 9,0%  | 3     | Enrico Pruner, Domenico Fedel, Guido Sembenotti                                    | Nel 1976 a Enrico Pruner subentra Bruno Zanghellini             |
| Regionali 1978 | 36.820 | 13,1% | 5     | Enrico Pruner, Domenico Fedel, Franco Tretter, Eugenio Binelli e Bruno Zanghellini | Nel dicembre 1982 a Enrico Pruner subentra Sergio Casagranda    |

I risultati sono riferiti al solo collegio di Trento (corrispondente alla Provincia di Trento).